# 92-га ракетна бригада (РФ)

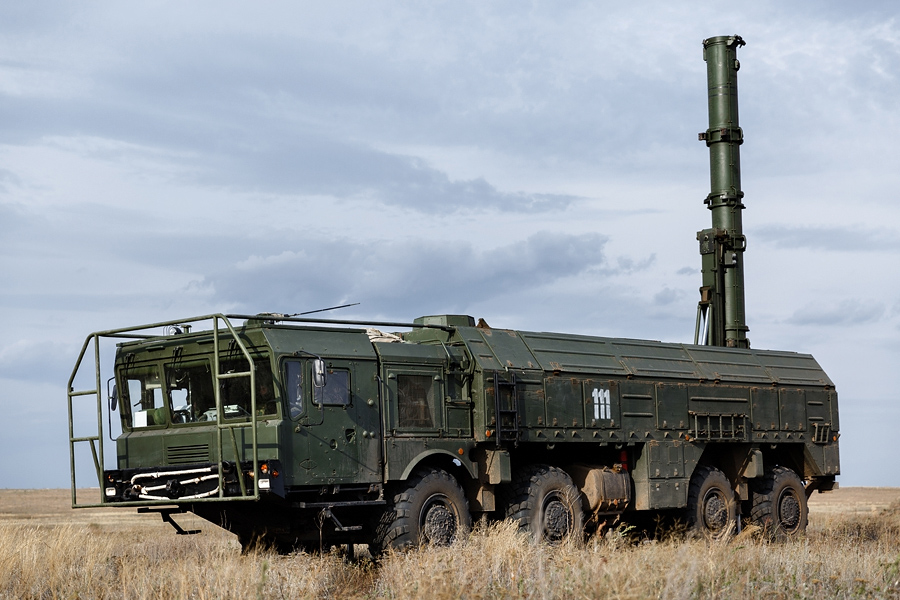
СПУ 9П78-1 ОТРК 9К720 з ТПУ під крилаті ракети «Р-500» на польовому виході в ході СКШУ «Центр--2015»

92-га ракетна ордена Кутузова бригада — ракетне з'єднання Сухопутних військ Збройних сил Російської Федерації.
Бригада дислокується у селі Тоцьке Оренбурзької області.
Умовне найменування — Військова частина № 30785 (в/ч 30785). Скорочене найменування — 92-га рбр.
З'єднання перебуває у складі 2-ї гвардійської загальновійськової армії Центрального військового округу.

## Історія
92-я ракетна бригада створена 1 вересня 1997 року на базі 458-ї ракетної бригади та 190-ї ракетної ордена Кутузова бригади.
Спочатку з'єднання дислокувалося у місті Кам'янка Пензенської області. У 2012 році передислоковано у село Тоцьке Оренбурзької області.

## Склад
- управління,
- 3 ракетні дивізіони (у кожному по 2 батареї, у кожній — 2 СПУ й 2 ТЗМ,
- ракетно-технічний дивізіон,
- дивізіон забезпечення й супроводу,
- батарея управління.[2]

## Озброєння
На озброєнні бригади — оперативно-тактичний ракетний комплекс 9К720 «Іскандер-М». Бригадний комплект ракетних комплексів передано на заміну застарілих ТРК 9К79-1 «Точка-У» в 2014 році.
- 12 од. СПУ 9П78-1,
- 12 од. транспортно-заряджаючий машин 9Т250,
- 11 од. командно-штабних машин 9С552,
- 14 од. машин життєзабезпечення,
- 1 од. пункт підготовки інформації 9С920,
- 1 од. машина регламентно-технічного обслуговування,
- 9 од. Р-145БМ.[2]

## Бойова підготовка
Тактичні та командно-штабні навчання (КШН) проходять щорічно на державному полігоні «Ашулук» Астраханської області, полігоні «Донгуз» Оренбурзької області, міжвидовому полігоні «Капустин Яр» Астраханської області, у тому числі з бойовим пуском.